# Xenopsylla zumpti
Xenopsylla zumpti är en loppart som beskrevs av Haeselbarth 1963. Xenopsylla zumpti ingår i släktet Xenopsylla och familjen husloppor. Inga underarter finns listade i Catalogue of Life.